# 鹿児島大学ラグビー部
鹿児島大学ラグビー部（かごしまだいがくラグビーぶ、Kagoshima Univ Rugby Football Club）は、九州学生ラグビーフットボールリーグに所属する鹿児島大学のラグビー部。略称は鹿大（かだい）。1950年に創部され、全国地区対抗大学ラグビーフットボール大会では2度の優勝を果たしている。

## タイトル
- 全国地区対抗大学ラグビーフットボール大会：2回（出場13回）
  - 優勝：1964年、1967年

※年はすべて年度。

## 主な在籍選手
- 服部祐政（主将、SO / 宮崎県立延岡星雲高等学校）
- 成富地洋（副将、LO/No.8 / 福岡県立久留米高等学校）
- 苑田海斗（副将、CTB / 長崎県立長崎北陽台高等学校）

## 在籍した選手
- 蒲牟田卓（WTB・FB、日本ラグビー協会A級公認レフリー / 鹿児島玉龍高校）
- 辻原潤一郎（SO、日本ラグビー協会A級公認レフリー / 鹿屋高校）
- 下山翔平（FL、宗像サニックスブルース / 長崎北高校）
- 中尾隼太（SO、東芝ブレイブルーパス / 長崎北陽台高校）

## 所在地
- 鹿児島県鹿児島市郡元1-22-24